# Hans-Georg Körbel
Hans-Georg Körbel (* 25. Januar 1948 in Berlin) ist ein deutscher Schauspieler.

## Leben
Hans-Georg Körbel studierte an der Theaterhochschule Leipzig. Lange Zeit spielte er am Staatsschauspiel Dresden, nach 1989 war er zunächst am Badischen Staatstheater Karlsruhe, später am Mainfranken Theater Würzburg engagiert. Zu Beginn der Spielzeit 2001/02 wechselte Körbel an das Saarländische Staatstheater nach Saarbrücken, dessen Ensemble er bis zum Sommer 2013 angehörte.
In Saarbrücken war Körbel unter anderem Willy Loman in Arthur Millers Tod eines Handlungsreisenden und Harro Hassenreuter in Gerhart Hauptmanns Ratten. In den Shakespeare-Stücken Hamlet und Viel Lärm um nichts verkörperte er den Claudius bzw. die Rolle des Leonato.
Besonders zu DDR-Zeiten war Körbel auch ein vielbeschäftigter Fernsehschauspieler und spielte vor allem in verschiedenen Serien wiederkehrende Charaktere. In der Reihe Polizeiruf 110 verkörperte er in drei Episoden einen der ermittelnden Beamten. Nach 1990 war er bisher nur noch vereinzelt in einigen Tatort-Folgen des Saarländischen Rundfunks zu sehen.
Anlässlich seines Abschieds von der Bühne wurde Körbel 2013 mit dem Titel Staatsschauspieler ausgezeichnet.

## Filmografie (Auswahl)
- 1973: Aus dem Leben eines Taugenichts
- 1976: Die Lindstedts (2 Folgen als Günter)
- 1981: Jockei Monika (9 Folgen als Hannes Mattusch)
- 1982–1985: Geschichten übern Gartenzaun (8 Folgen als Dr. Heiko Timm)
- 1984: Flieger
- 1984: Polizeiruf 110 – Inklusive Risiko
- 1985: Polizeiruf 110 – Laß mich nicht im Stich
- 1986: Zahn um Zahn (5 Folgen als Dr. Bauer)
- 1986: Rund um die Uhr (7 Folgen als Martin Kleinau)
- 1987: Der Staatsanwalt hat das Wort – Unter einem Dach
- 1989: Die gläserne Fackel (2 Folgen als Heiner)
- 1989: Der Staatsanwalt hat das Wort – Noch nicht zu Hause
- 1990: Polizeiruf 110 – Tödliche Träume
- 2006: Tatort – Aus der Traum
- 2011: Tatort – Heimatfront
- 2016: Tatort – Totenstille

## Hörspiele
- 1988: Die Anzeige – Autorin: Monika Thiel – Regie: Norbert Speer
- 1992: Sorglers Rückkehr – Autor: Werner Zillig – Regie: Andreas Weber-Schäfer
- 2012: Die drei ??? Kids – In letzter Sekunde (als Mr. Blacktree) – Buch und Regie: Ulf Blanck